# Number One (film, 2009)
Pour les articles homonymes, voir Number One.
Pour plus de détails, voir Fiche technique et Distribution.
Number one est un film marocain réalisé par Zakia Tahiri, sorti en 2009.

## Synopsis
Aziz dirige une usine de confection qui emploie une cinquantaine d'ouvrières qu'il terrorise. Le jour où sa femme découvre qu'il peut aussi être un gentleman lorsqu'il s'agit de convaincre une cliente étrangère, elle décide de lui jeter un sort.

## Fiche technique
- Titre original : Number one
- Réalisation et scénario : Zakia Tahiri
- Photo : Pascale Granel
- Musique : Djamel Laroussi
- Producteur : Zakia Tahiri
- Distribution : Côté Distribution
- Genre : Comédie
- Durée : 85 minutes
- Pays :  Maroc
- Dates de sortie : 
  - France : 23 septembre 2009

## Distribution
- Khadija Assad : Secrétaire
- Chantal Ladesou
- Nezha Rahil
- Aziz Saâdallah : Aziz